# Juice Wrld: Into the Abyss
Pour plus de détails, voir Fiche technique et Distribution.
Juice Wrld: Into the Abyss est un film documentaire sorti en 2021, réalisé par Tommy Oliver. Centré sur la vie et le décès du rappeur et chanteur américain Juice Wrld, le documentaire est le sixième et dernier volet de la série documentaire Music Box de HBO Max. Il est diffusé en avant-première à l'AFI Fest le 12 novembre 2021, où il remporte l'AFI Fest Documentary Audience Award, et sort officiellement le 16 décembre 2021, avec un aperçu exclusif lors de l'événement Juice WRLD Day qui se tient au United Center de Chicago le 9 décembre.

## Distribution
Tous les stars comme eux-mêmes.
- Juice Wrld (images d'archives)
- Ally Lotti
- Cole Bennett
- Benny Blanco
- DJ Scheme
- G Herbo
- iLoveMakonnen
- The Kid Laroi
- Lil Bibby
- Polo G
- Rex Kudo
- Ski Mask the Slump God
- D-savage

## Production
Tourné, monté et produit par Tommy Oliver, le documentaire contient les derniers instants dans la vie de Juice Wrld, et des apparitions de nombreux amis, de sa famille, de son protégé The Kid Laroi, sa petite amie Ally Lotti, et le manager Lil Bibby. Il présente également de nombreux collaborateurs fréquents de Juice, notamment les rappeurs Ski Mask the Slump God, Polo G et G Herbo, les producteurs Benny Blanco, Rex Kudo et Hit-Boy, et le réalisateur de vidéoclips Cole Bennett.
La sortie du documentaire est précédée par le quatrième album studio de Juice et deuxième à paraître à titre posthume, Fighting Demons,.  Le premier single de l'album, Already Dead, sort sur les services de streaming le 12 novembre 2021. L'album sort officiellement sur les labels de Juice, Grade A et Interscope Records, le 10 décembre 2021.

## Accueil
Le film reçoit des critiques majoritairement positives de la part des critiques. À l'inverse, le critique de cinéma Steve Pulaski d'Influx Magazine attribue au film un avis négative, expliquant en ses termes : « Into the Abyss est peut-être le documentaire le plus crasseux qui puisse être réalisé sur la légende décédée de Chicago. Un montage bâclé est une chose, mais montrer des vidéos privées de l'artiste de 21 ans d'une manière aussi peu critique est particulièrement cruel ».